# Słupskie Studia Historyczne
Słupskie Studia Historyczne – periodyk wydawany nieregularnie od 1993 roku. Wydawcą jest Instytut Historii Pomorskiej Akademii Pedagogicznej w Słupsku (dawniej WSP). 
Pismo poświęcone jest historii ogólnie. Redaktor naukowy: Jerzy Hauziński, sekretarz: Jarosław Sochacki. Obecnie od 2014 roku ukazuje się pod nazwą "Scripta Historica".